# Dennis Jastrzembski
Dennis Jastrzembski (Rendsburg, 20 februari 2000) is een Pools-Duits voetballer die doorgaans speelt als vleugelspeler. In augustus 2023 verruilde hij Śląsk Wrocław voor Fortuna Düsseldorf.

## Clubcarrière
Jastrzembski speelde in de jeugd van TSV Kropp en kwam via Holstein Kiel in de opleiding van Hertha BSC terecht. Zijn debuut in het eerste elftal maakte hij op 20 augustus 2018, toen in de DFB-Pokal met 1–2 gewonnen werd bij Eintracht Braunschweig. Marvin Plattenhardt opende de score voor Hertha, maar via Mergim Fejzullahu werd het negen minuten voor tijd gelijk. Jastrzembski was net door die treffer door coach Pál Dárdai ingebracht voor Salomon Kalou. Twee minuten na de gelijkmaker gaf Jastrzembski de assist op Vedad Ibišević voor de winnende treffer: 1–2. Aan het einde van het seizoen 2018/19 kreeg Jastrzembski contractverlenging; hij ondertekende een verbintenis 'voor meerdere jaren'.
In januari 2020 werd de vleugelspeler voor een jaar verhuurd aan SC Paderborn. Na zijn terugkeer nam Waldhof Mannheim hem op huurbasis over. Na zijn terugkeer in de zomer van 2021 leek Jastrzembski weer wat meer aan spelen toe te komen bij Hertha, maar toch mocht hij in de winterstop transfervrij vertrekken. Hierop trok Śląsk Wrocław hem aan en gaf het hem een contract tot medio 2025. Bij Fortuna Düsseldorf keerde hij in augustus 2023 terug naar Duitsland.

## Clubstatistieken
| Seizoen | Club               | Competitie    | Competitie | Competitie | Beker | Beker | Internationaal | Internationaal | Totaal | Totaal |
| Seizoen | Club               | Competitie    | Wed.       | Dlp.       | Wed.  | Dlp.  | Wed.           | Dlp.           | Wed.   | Dlp.   |
| ------- | ------------------ | ------------- | ---------- | ---------- | ----- | ----- | -------------- | -------------- | ------ | ------ |
| 2018/19 | Hertha BSC         | Bundesliga    | 5          | 0          | 1     | 0     | —              | —              | 6      | 0      |
| 2019/20 | Hertha BSC         | Bundesliga    | 0          | 0          | 0     | 0     | —              | —              | 0      | 0      |
| 2019/20 | → SC Paderborn     | Bundesliga    | 6          | 0          | 0     | 0     | —              | —              | 6      | 0      |
| 2020/21 | → SC Paderborn     | 2. Bundesliga | 3          | 0          | 0     | 0     | —              | —              | 3      | 0      |
| 2020/21 | → Waldhof Mannheim | 3. Liga       | 15         | 1          | 0     | 0     | —              | —              | 15     | 1      |
| 2021/22 | Hertha BSC         | Bundesliga    | 8          | 0          | 2     | 0     | —              | —              | 10     | 0      |
| 2021/22 | Śląsk Wrocław      | Ekstraklasa   | 15         | 1          | 0     | 0     | —              | —              | 15     | 1      |
| 2022/23 | Śląsk Wrocław      | Ekstraklasa   | 28         | 2          | 2     | 0     | —              | —              | 30     | 2      |
| 2023/24 | Śląsk Wrocław      | Ekstraklasa   | 4          | 0          | 0     | 0     | —              | —              | 4      | 0      |
| 2023/24 | Fortuna Düsseldorf | 2. Bundesliga | 20         | 1          | 3     | 1     | —              | —              | 23     | 2      |
| 2024/25 | Fortuna Düsseldorf | 2. Bundesliga | 0          | 0          | 1     | 0     | —              | —              | 1      | 0      |
| Totaal  | Totaal             | Totaal        | 104        | 5          | 9     | 1     | 0              | 0              | 113    | 6      |

Bijgewerkt op 19 maart 2025.